# Valdonė Petrauskaitė
Valdonė Petrauskaitė (ur. 24 sierpnia 1984 w Kownie) – litewska siatkarka, reprezentantka Litwy, grająca na pozycji przyjmującej. Od marca 2017 roku występuje we włoskiej drużynie Metalleghe Sanitars Montichiari.

## Sukcesy klubowe
Mistrzostwo Turcji:
- 2008

Puchar CEV:
- 2011

Mistrzostwo Rumunii:
- 2016